# Audi A6 C8

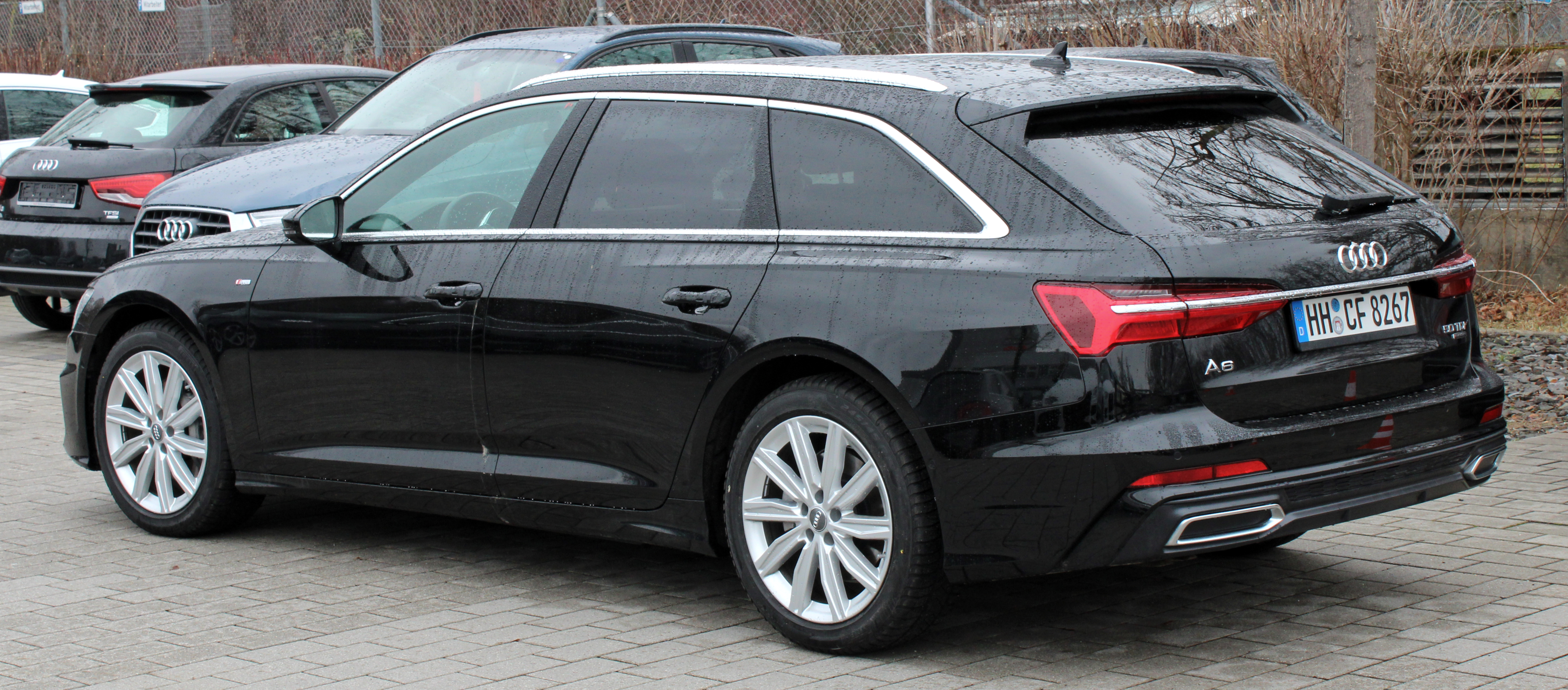
La parte posteriore di una A6 C8 Avant

L'Audi A6 C8 è la quinta generazione dell'Audi A6, un'autovettura prodotta dal 2018 al 2025 dalla casa automobilistica tedesca Audi.

## Il contesto
Presentata ufficialmente in versione berlina nel mese di febbraio è stata in seguito esposta al pubblico in occasione del salone dell'automobile di Ginevra; nel mese di aprile ne è stata presentata anche la versione familiare.

## Motorizzazioni
| Modello               | Disponibilità | Motore                                                                                       | Cilindrata cm³ | Potenza         | Coppia Max Nm       | Emissioni CO2 (g/km) | 0–100 km/h (secondi) | Velocità max (km/h) | Consumo combinato (l/100km) |
| Motori a benzina      |               |                                                                                              |                |                 |                     |                      |                      |                     |                             |
| 40 TFSI (2.0 TFSI)    | dal 02/2019   | Motore in linea 4 cilindri 16 valvole, Iniezione diretta, Turbocompressore                   | 1984           | 150 kW (204 CV) | 320 @ 1600-4300 rpm | 157-150              | 7,3                  | 246                 | 6,8-6,5                     |
| 45 TFSI (2.0 TFSI)    | dal 02/2019   | Motore in linea 4 cilindri 16 valvole, Iniezione diretta, Turbocompressore                   | 1984           | 195 kW (265 CV) | 370 @ 1600-4500 rpm | 160-154              | 6,7                  | 250 (limitata)      | 7,0-6,7                     |
| 55 TFSI (3.0 TFSI)    | dal 03/2019   | Motore a V 6 cilindri 24 valvole, Iniezione diretta, Turbocompressore                        | 2995           | 250 kW (340 CV) | 500 @ 1370-4500 rpm | 173-168              | 5,1                  | 250 (limitata)      | 7,6-7,3                     |
| Motori Diesel         |               |                                                                                              |                |                 |                     |                      |                      |                     |                             |
| 35 TDI (2.0 TDI)      | dal 2019      | Motore in linea 4 cilindri 16 valvole, Common rail, Filtro antiparticolato, Turbocompressore | 1968           | 120 kW (163 CV) | 370 @ 1750-3000 rpm | 126-120              | 9,3                  | 224                 | 4,8-4,6                     |
| 40 TDI (2.0 TDI)      | dal 2018      | Motore in linea 4 cilindri 16 valvole, Common rail, Filtro antiparticolato, Turbocompressore | 1968           | 150 kW (204 CV) | 400 @ 1750-3250 rpm | 122-117              | 8,1                  | 246                 | 4,6-4,5                     |
| 45 TDI (3.0 TDI)      | dal 2018      | Motore a V 6 cilindri 24 valvole, Common rail, Filtro antiparticolato, Turbocompressore      | 2967           | 170 kW (231 CV) | 500 @ 1750-3250 rpm | 150-145              | 6,3                  | 250 (limitata)      | 5,7-5,5                     |
| 50 TDI (3.0 TDI)      | dal 2018      | Motore a V 6 cilindri 24 valvole, Common rail, Filtro antiparticolato, Turbocompressore      | 2967           | 210 kW (286 CV) | 620 @ 2250-3000 rpm | 150-145              | 5,5                  | 250 (limitata)      | 5,7-5,5                     |
| Motori ibridi plug-in |               |                                                                                              |                |                 |                     |                      |                      |                     |                             |
| 50 TFSI e quattro     | dal 2021      | Motore elettrico I4 turbo con 143 + 17,9 kWh batteria                                        | 1984           | 220 kW (299 CV) | 450 @ 5000-6000 rpm | -                    | 6,2                  | -                   | -                           |
| 55 TFSI e quattro     | dal 2019      | Motore elettrico I4 turbo con 143 + 14,1 kWh batteria                                        | 1984           | 270 kW (367 CV) | 500 @ 5000-6000 rpm | -                    | 5,6                  | -                   | -                           |